# Nikola Maksimović
Nikola Maksimović (serbisch-kyrillisch Никола Максимовић; * 25. November 1991 in Bajina Bašta, SFR Jugoslawien) ist ein serbischer Fußballspieler. 

## Karriere

### FK Sloboda Užice
Seine Karriere begann er 2008 bei FK Sevojno. Mit Sevojno spielte er in der Saison 2009/10. Am 24. Juni 2010 vereinigten sich Sloboda Užice und der Zweitliga-Verein FK Sevojno aus dem gleichnamigen Ortsteil von Užice zum Sloboda Point Sevojno Užice. Da der FK Sevojno in der höchsten serbischen Spielklasse, der Super Liga aufgestiegen ist, spielte Maksimović mit seinem Verein in der Saison 2010/11 in der Super Liga. Im Winter 2012 verließ er Sloboda und wechselte zum Ligarivalen Roter Stern.

### FK Roter Stern Belgrad
Im Winter 2012 wechselte er für eine Ablösesumme von 300.000 Euro nach Belgrad zu Roter Stern. Bei Roter Stern wurde er schnell zum Stammspieler. Mit Roter Stern Belgrad gewann er am Saisonende den Serbischen Pokal. Nach guten Leistungen, wechselte er schließlich in die Serie A zum FC Turin.

### FC Turin
Im Jahr 2013 wurde er für ein Jahr an den FC Turin ausgeliehen. Nach einer Saison zog der FC Turin die Kaufoption von 1,25 Millionen Euro und verpflichtete Maksimović. Er unterschrieb beim FC Turin einen Vertrag bis 2018. Sein Debüt in der Serie A gab er am 6. Oktober 2013 gegen Sampdoria Genua. Beim FC Turin entwickelte er sich schnell zum Stammspieler.

### SSC Neapel
Am 31. August 2016 gab der SSC Neapel die Verpflichtung von Maksimović bekannt. Er wechselt zuerst per Leihe mit einer Kaufpflicht von 25 Millionen Euro. Im Januar 2018 wurde Maksimović an Spartak Moskau verliehen und absolvierte dort bis zum Saisonende neun Ligaspiele. Nach seiner Rückkehr gewann er 2020 die Coppa Italia.

### CFC Genua
Im August 2021 wechselte er für eine Spielzeit zum CFC Genua und bestritt dort 14 Partien in der Serie A. Sein Vertrag endete dort bereits nach einem ein Jahr wieder.

### Hatayspor
Die Saison 2023/24 verbrachte er bei Hatayspor in der Türkei. Dort bestritt er 18 Spiele in der Süper Lig sowie 2 Pokalpartien.

### HSC Montpellier
Nach viermonatiger Vereinslosigkeit wurde Maksimović dann am 31. Oktober 2024 vom französischen Erstligisten HSC Montpellier verpflichtet. In seiner ersten Saison bestritt er sieben Ligaspiele, bevor ihn eine Oberschenkelverletzung frühzeitig zum Saisonende zwang.

### Nationalmannschaft
Er durchlief die U-19- und U-21-Nationalmannschaften des serbischen Fußballverbandes. Sein Debüt für die Serbische-A-Nationalmannschaft gab er am 31. Mai 2012 gegen Frankreich. In den folgenden acht Jahre absolvierte er insgesamt 25 Länderspiele für sein Land.

## Erfolge
FK Roter Stern Belgrad
- Serbischer Fußballpokal: 2012

SSC Neapel
- Coppa Italia: 2019/20